# کورومی نارا
 کورومی نارا (ژاپنی: 奈良くるみ؛ زادهٔ ۳۰ دسامبر ۱۹۹۱) یک تنیس‌باز اهل ژاپن است.